# Membras gilberti
Membras gilberti is een  straalvinnige vissensoort uit de familie van koornaarvissen (Atherinidae). De wetenschappelijke naam van de soort is voor het eerst geldig gepubliceerd in 1890 door Jordan & Bollman. Zij gaven de soort de naam Menidia gilberti. De soort komt voor in de Stille Oceaan ter hoogte van Panama en is genoemd naar Charles Henry Gilbert.
De soort staat op de Rode Lijst van de IUCN als niet bedreigd, beoordelingsjaar 2008.